# San Pedro Guadalupe, Guerrero
San Pedro Guadalupe är en ort i Mexiko.   Den ligger i kommunen Ixcateopan de Cuauhtémoc och delstaten Guerrero, i den södra delen av landet, 120 km sydväst om huvudstaden Mexico City. San Pedro Guadalupe ligger 1 895 meter över havet och antalet invånare är 137.
Terrängen runt San Pedro Guadalupe är huvudsakligen kuperad, men österut är den bergig. Runt San Pedro Guadalupe är det ganska glesbefolkat, med 35 invånare per kvadratkilometer. Närmaste större samhälle är Taxco de Alarcón, 16,5 km öster om San Pedro Guadalupe. I omgivningarna runt San Pedro Guadalupe växer huvudsakligen savannskog.